# Крещатик (станция метро)
«Креща́тик» (укр. «Хреща́тик» (слушать)о файле) — станция Киевского метрополитена. Находится в Печерском районе. Расположена на Святошинско-Броварской линии между станциями «Театральная» и «Арсенальная».

## История
Открыта 6 ноября 1960 года в составе первой очереди строительства. Название — от центральной улицы Киева, на которой располагается один из выходов со станции. Пассажиропоток — 39,1 тыс. чел./сутки.
С 1986 года станция имеет статус «памятник архитектуры местного значения», охранный номер — 169.
Станция была закрыта для пассажиров с 26 февраля по 20 декабря 2022 года в связи со вторжением России на Украину. В данный период станция работала только в режиме бомбоубежища.

## Описание
Является частью пересадочного узла между Святошинско-Броварской и Оболонско-Теремковской линиями.
К станционным путям с восточной стороны подходит служебная ветка от Оболонско-Теремковской и Сырецко-Печерской линий.
Станция глубокого заложения (60 м). Имеет три подземных зала — средний и два зала с посадочными платформами. Залы станции соединены между собой рядом проходов-порталов, которые чередуются с пилонами. Средний зал имеет два выхода. Западный, открытый одновременно со станцией — соединён эскалаторным тоннелем с трёхленточным одномаршевым эскалатором с наземным вестибюлем на улице Крещатик. Восточный, построенный в 1965 году, соединён эскалаторным тоннелем с трёхленточным одномаршевым эскалатором с промежуточным вестибюлем, который разветвляется на два выхода: к вестибюлю на ул. Архитектора Городецкого  и к эскалаторному тоннелю с трёхленточным одномаршевым эскалатором, ведущему к наземному вестибюлю на Институтской улице.

## Архитектура
В оформлении станции авторы обратились к источникам украинского искусства. Пилоны облицованы полированным желтовато-розовым мрамором, со сторон центрального зала и платформ на них расположены майоликовые вставки со сложными растительными орнаментами. «Сельскохозяйственная революция» Никиты Хрущёва здесь тоже отмечена — на металлических латунных карнизах выгравированы изображения подсолнухов и кукурузы. За карнизами смонтирована подсветка.
В 1980-е годы была проведена замена кафельной облицовки путевых стен станции мраморной.

## Вестибюли
Станция имеет три наземных вестибюля. Первый встроен в дом № 19-А по улице Крещатик, второй также встроен в дом № 13 по улице Архитектора Городецкого, а третий расположен по Институтской улице, 6.
Рядом с вестибюлем по Крещатику находятся Центральный универмаг и Киевский городской совет. Поблизости от вестибюля по улице Архитектора Городецкого находятся Пассаж, Национальный академический драматический театр им. Ивана Франко, рядом с которым есть лестница, ведущая на Банковую улицу к Офису президента Украины и к Дому с химерами. Вестибюль по Институтской улице расположен рядом с гостиницей «Украина», Международным центром культуры и искусств «Октябрьский дворец», Национальным банком Украины, торговым центром «Глобус» на площади Независимости.

## Пересадки
В середине зала станции расположены 6 проходов-галерей, по которым можно перейти на станцию «Площадь Независимости». Три прохода над платформой в сторону станции «Театральная» соединены с эскалаторным тоннелем с четырёхленточным одномаршевым эскалатором. Этот переход, открытый 17 декабря 1976 года, в часы пик работает лишь в одном направлении — со станции «Площадь Независимости» на «Крещатик». Ещё три прохода (над платформой в сторону станции «Арсенальная») соединены с пешеходным тоннелем, по которому переход осуществляется также лишь в одном направлении — со станции «Крещатик» на «Площадь Независимости». Второй пересадочный узел был открыт 3 декабря 1986 года, после того, как выяснилось, что первый переход между линиями не справлялся с пиковым пассажиропотоком.

## Режим работы
Открытие — 5:40, закрытие — 22:35.
Отправление первого поезда в направлении:
- ст. «Лесная» — 5:59
- ст. «Академгородок» — 5:51

Отправление последнего поезда в направлении:
- ст. «Лесная» — 22:52
- ст. «Академгородок» — 22:46

Переход на станцию «Площадь Независимости» работает с 5:44 до 22:29.

## Галерея

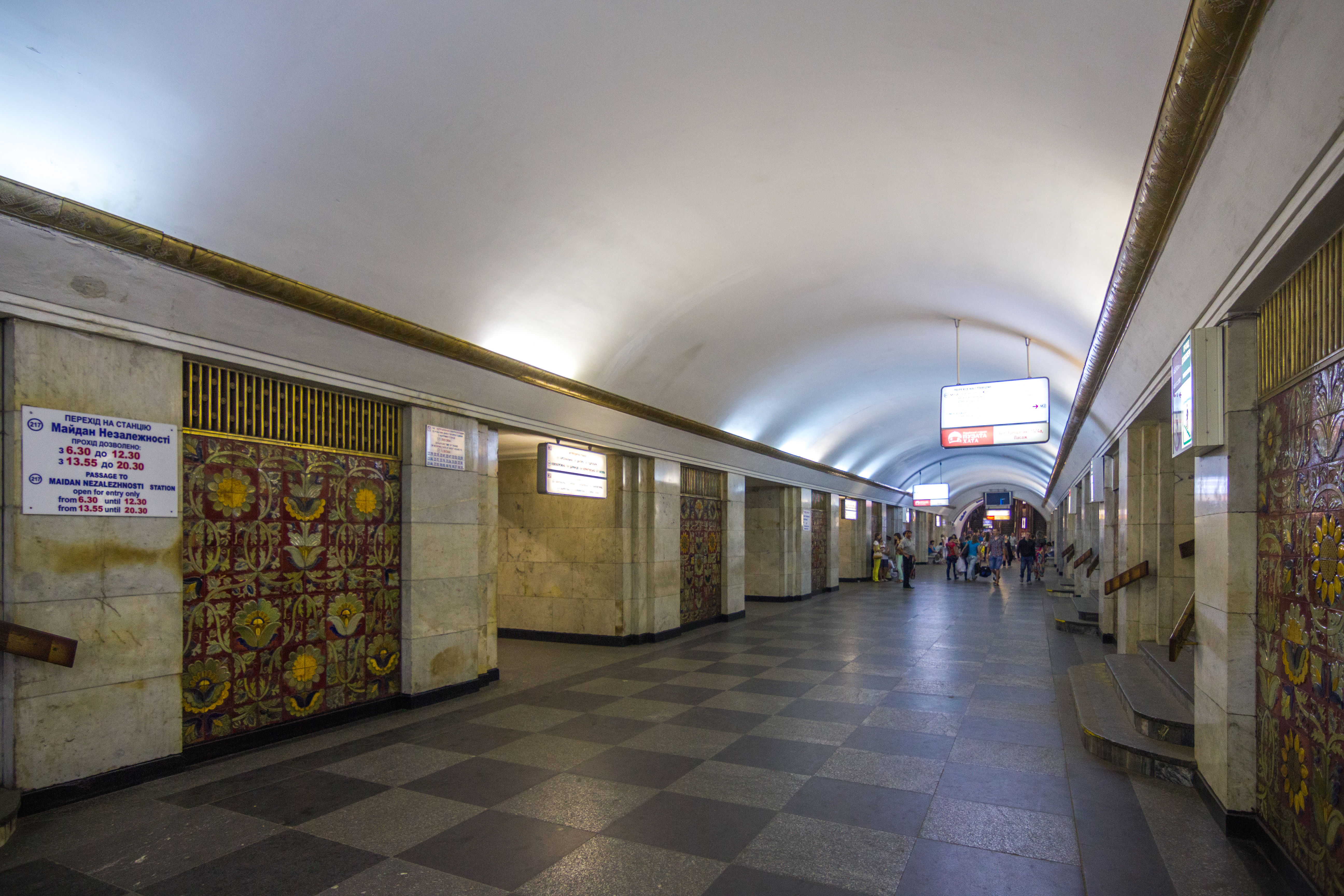
Центральный зал станции
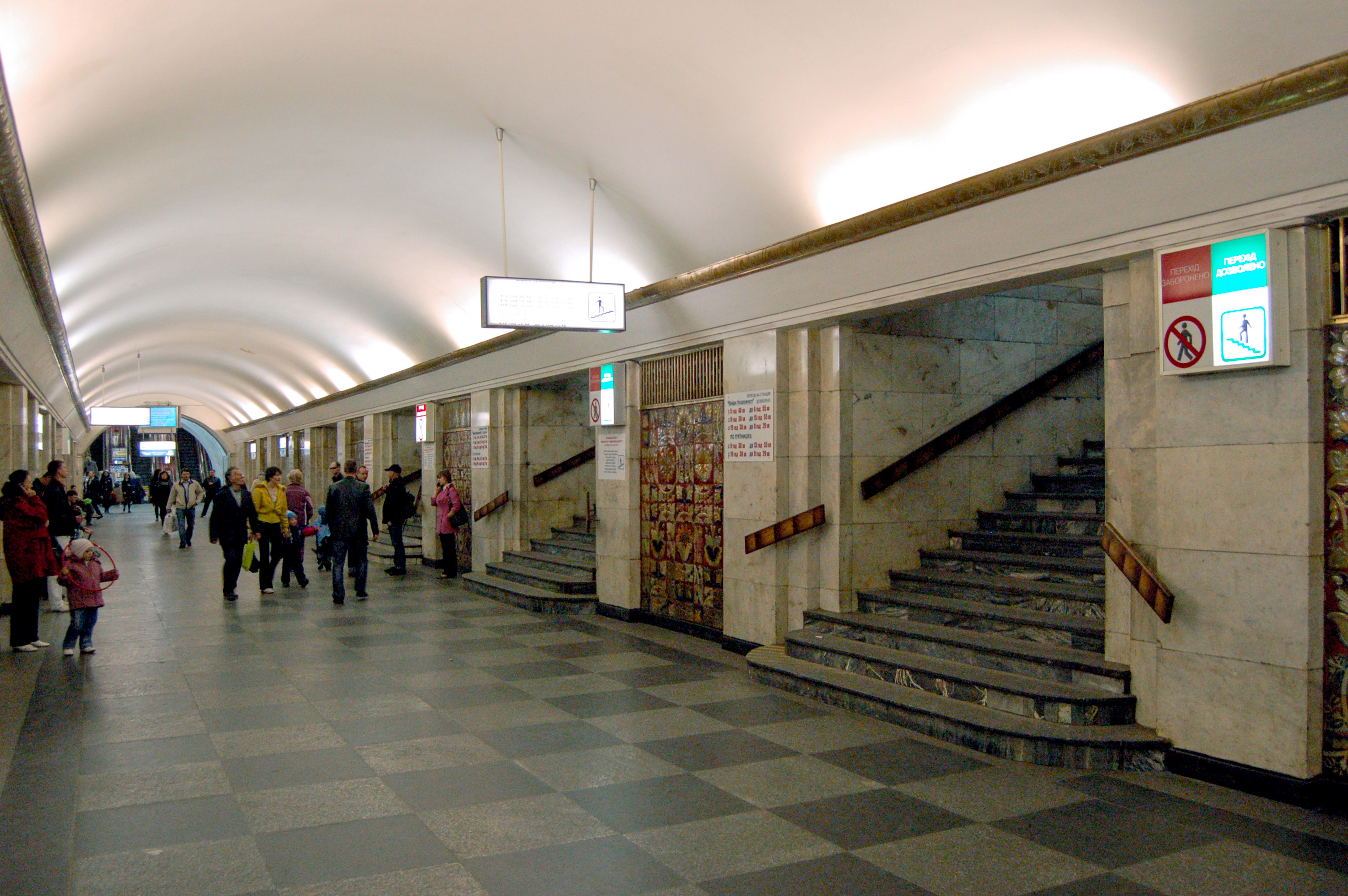
Центральный зал, лестницы перехода № 1
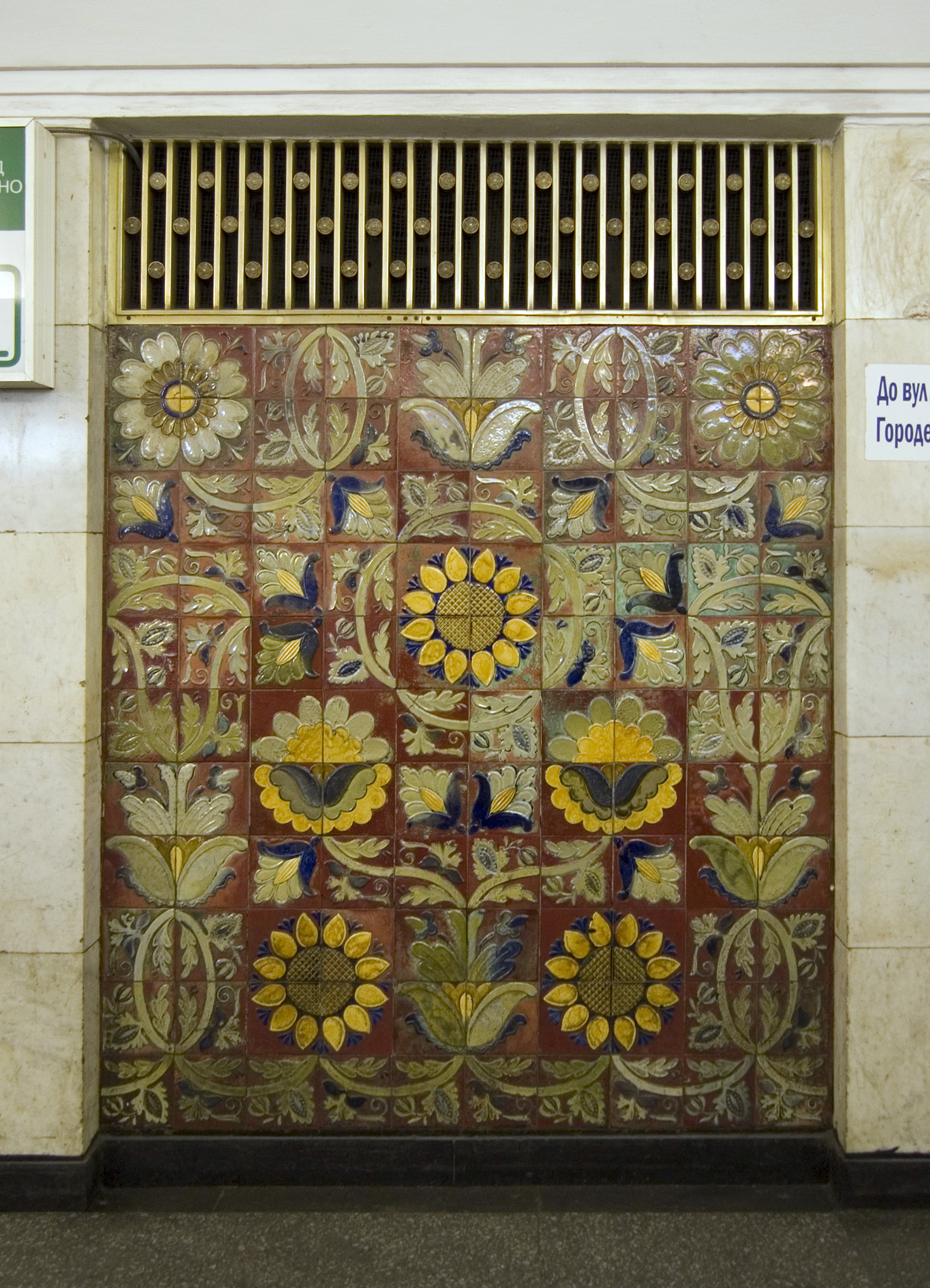
Облицовка пилона в центральном зале
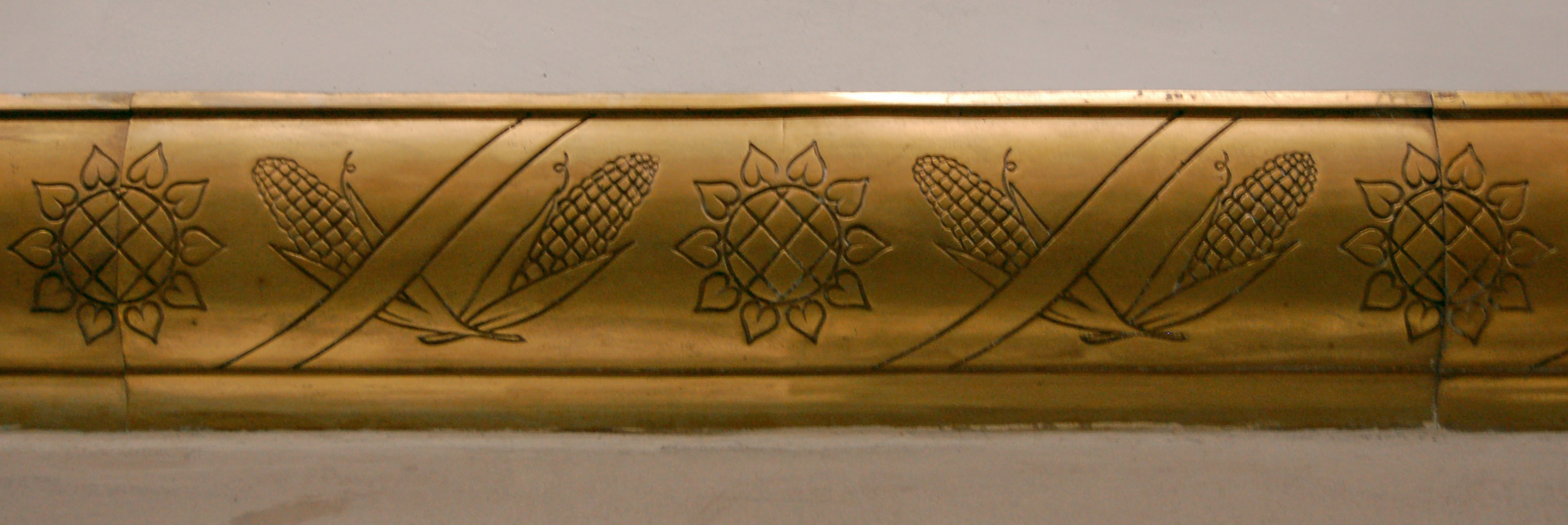
Карниз на станции с изображениями кукурузы и подсолнечника
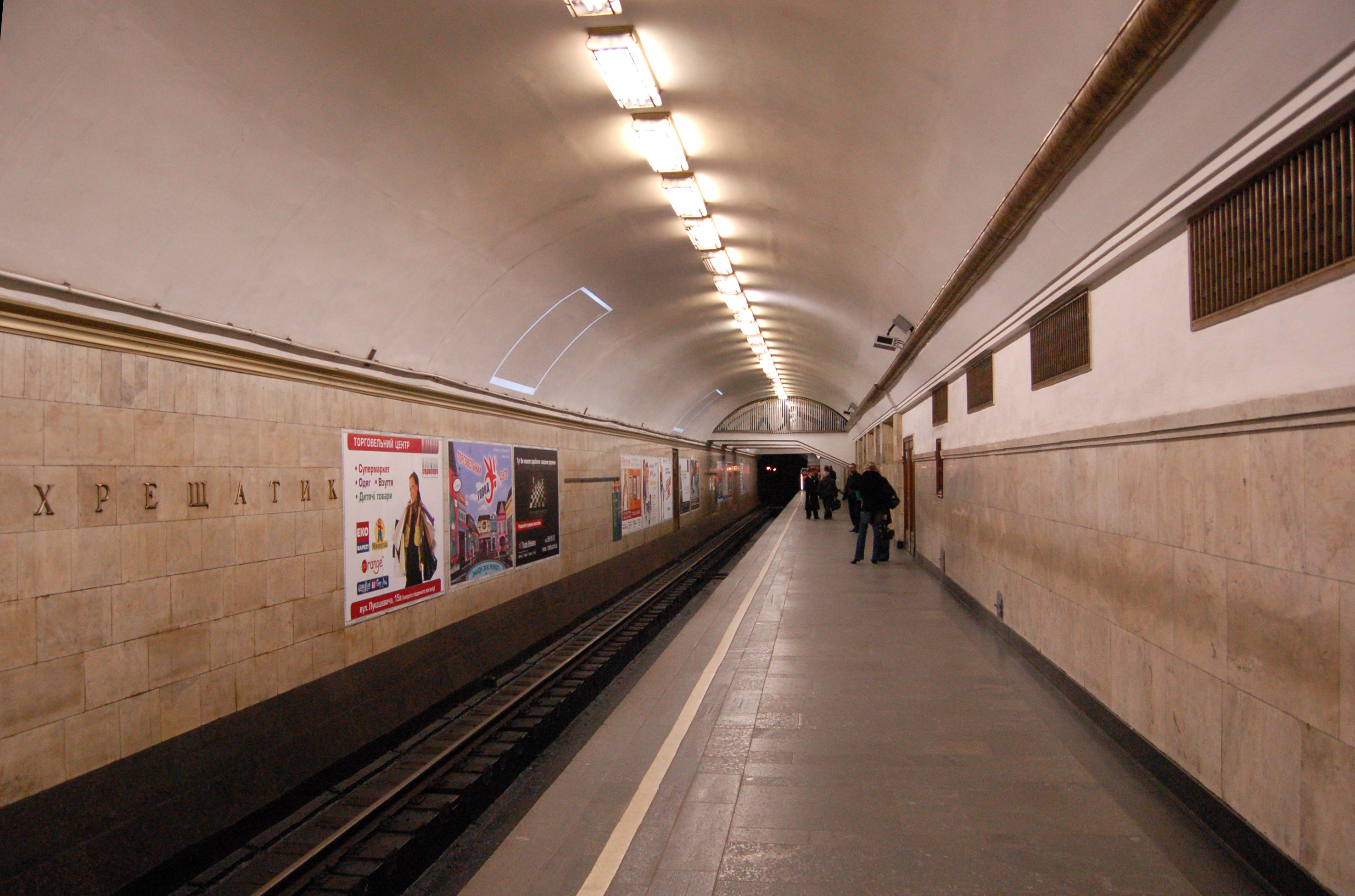
Посадочная платформа в сторону станции «Театральная»
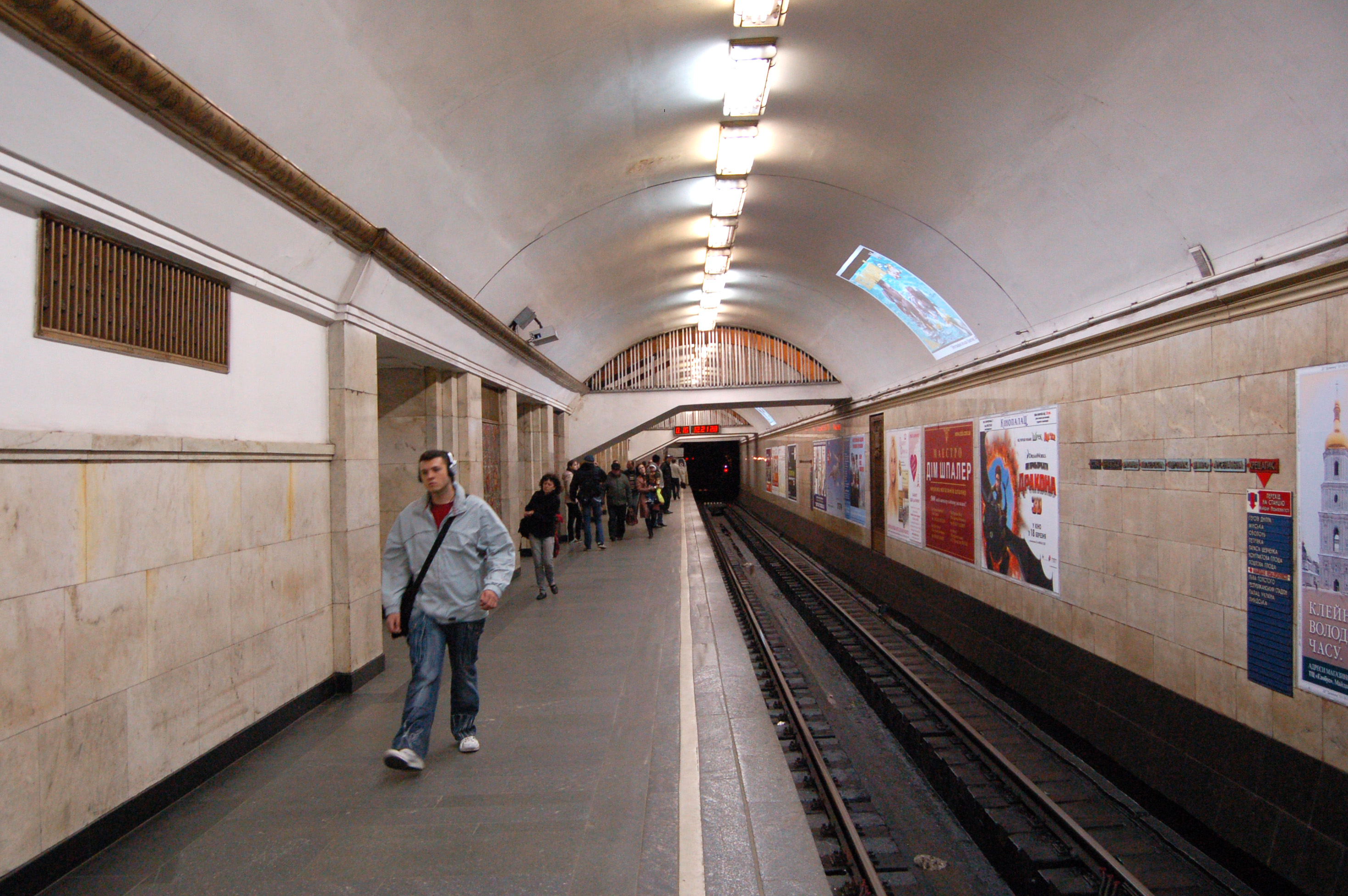
Посадочная платформа в сторону станции «Арсенальная»
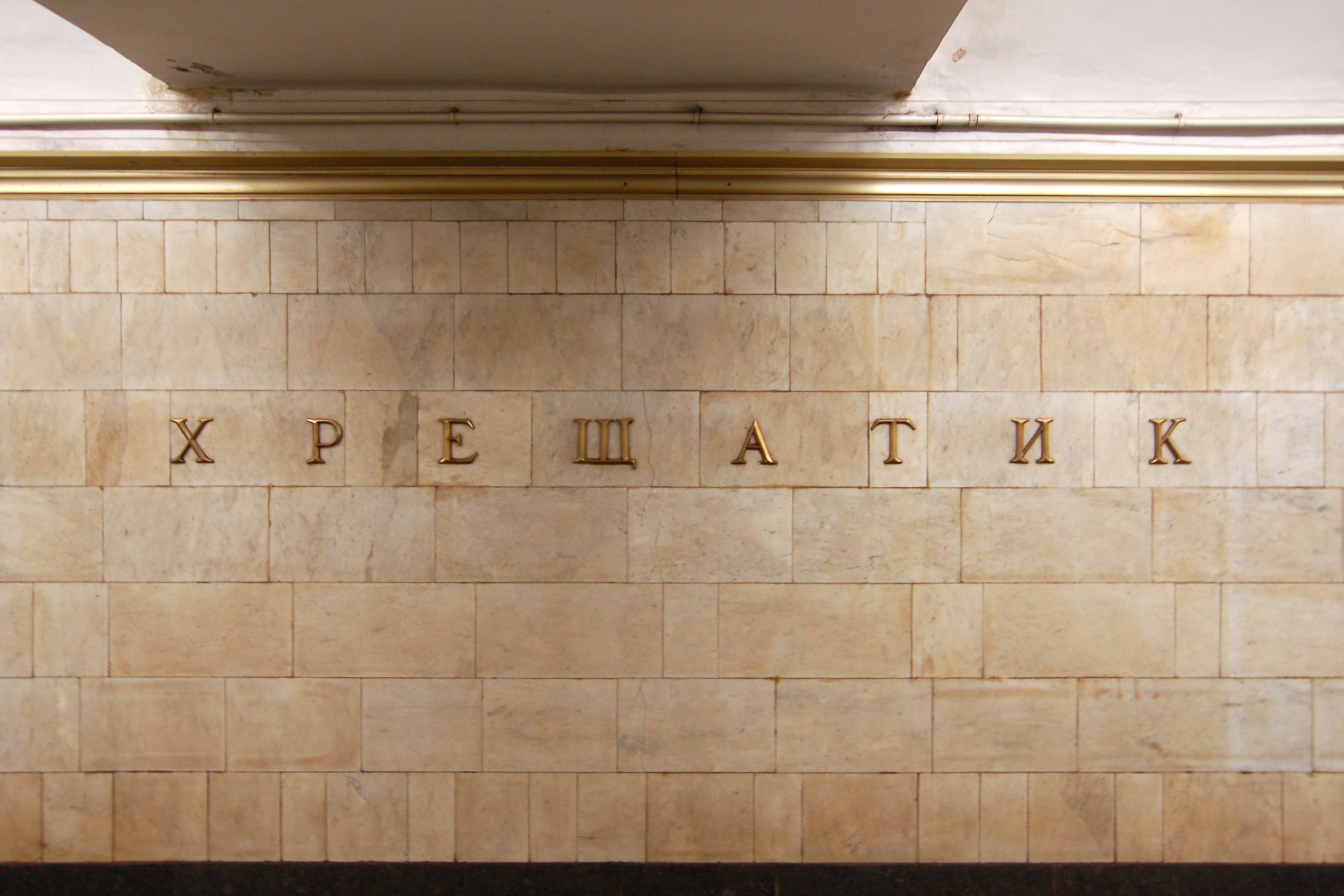
Название на путевой стене
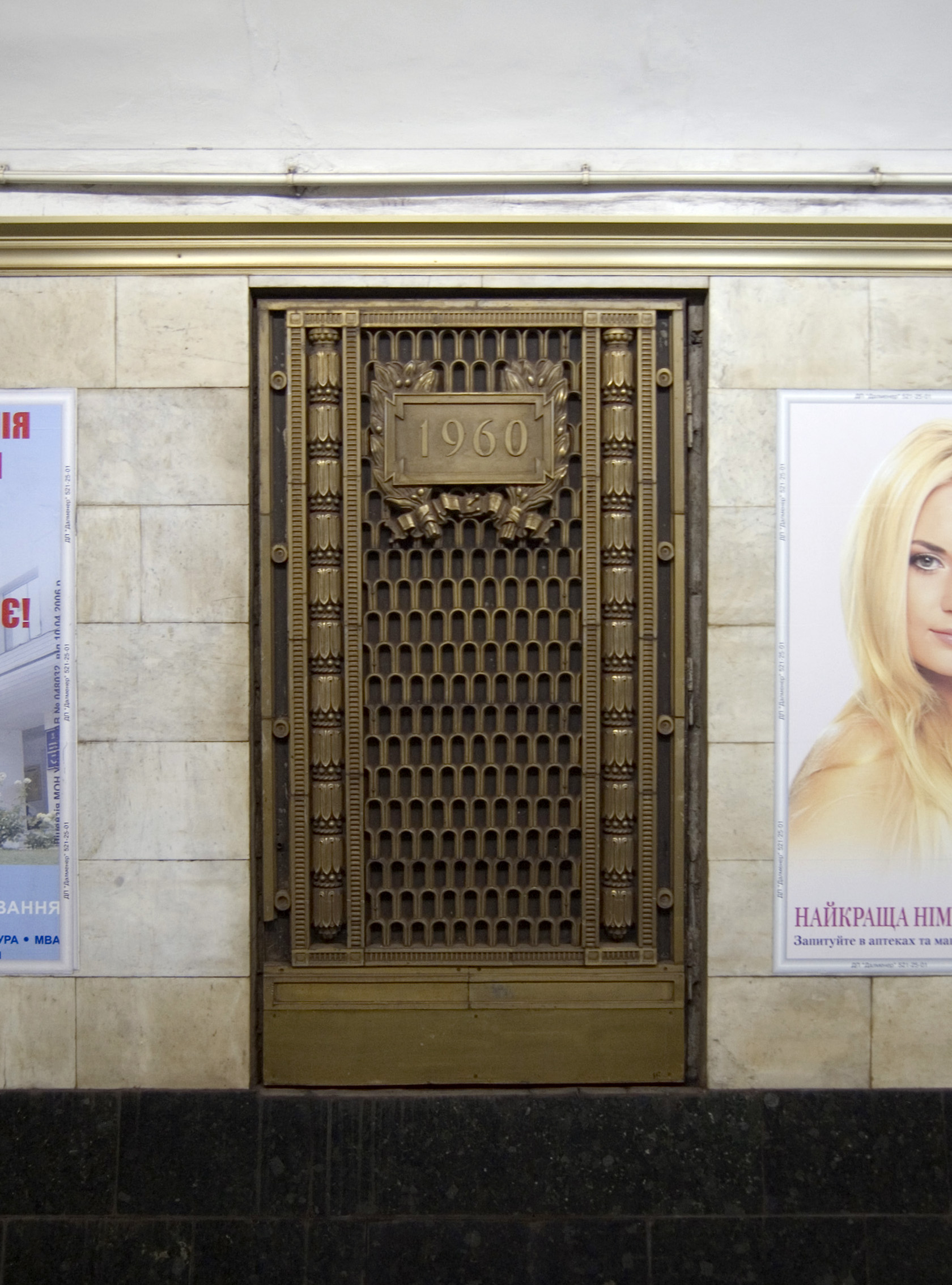
Дверца на путевой стене

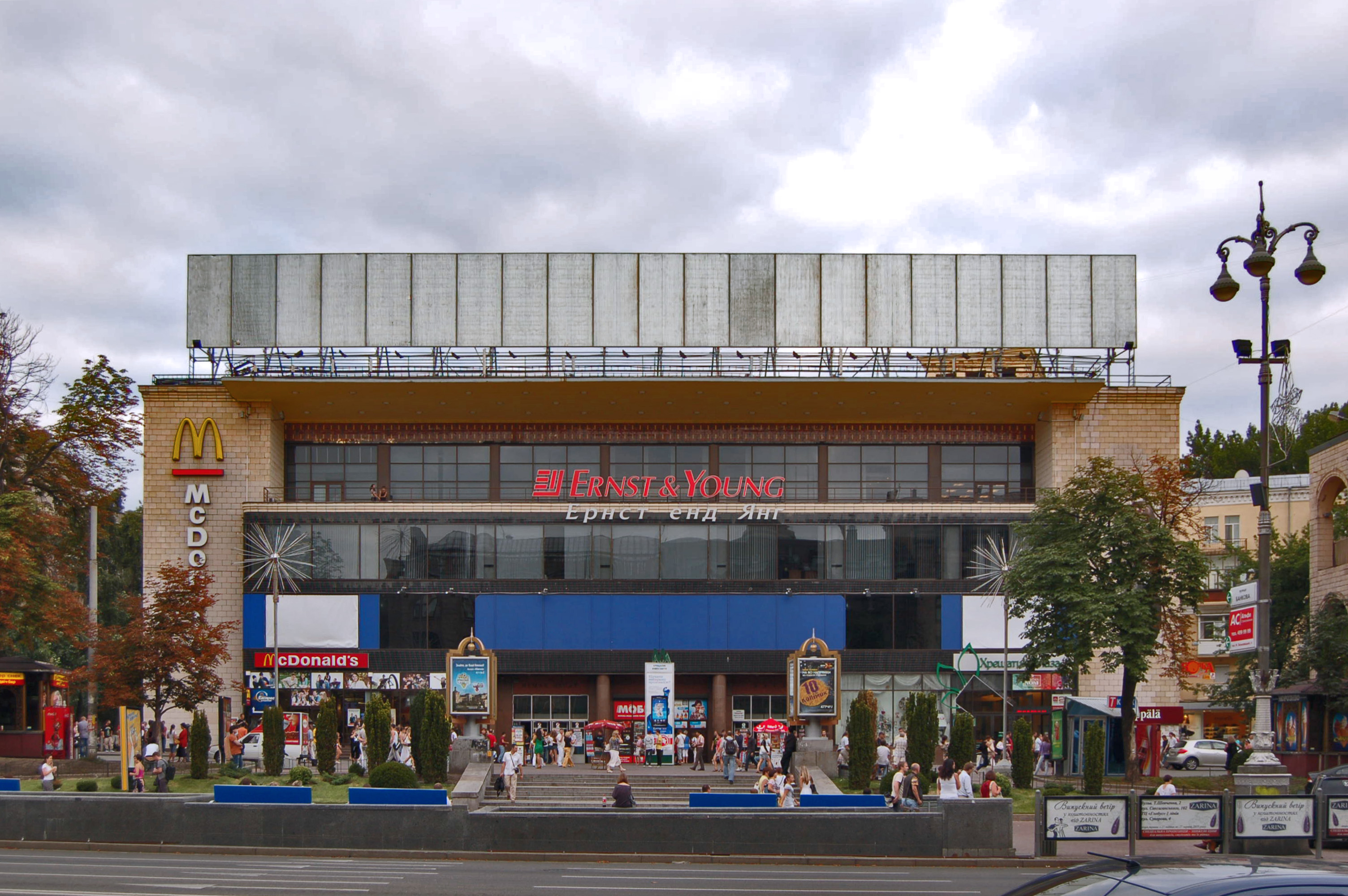
Наземный вестибюль на ул. Крещатик
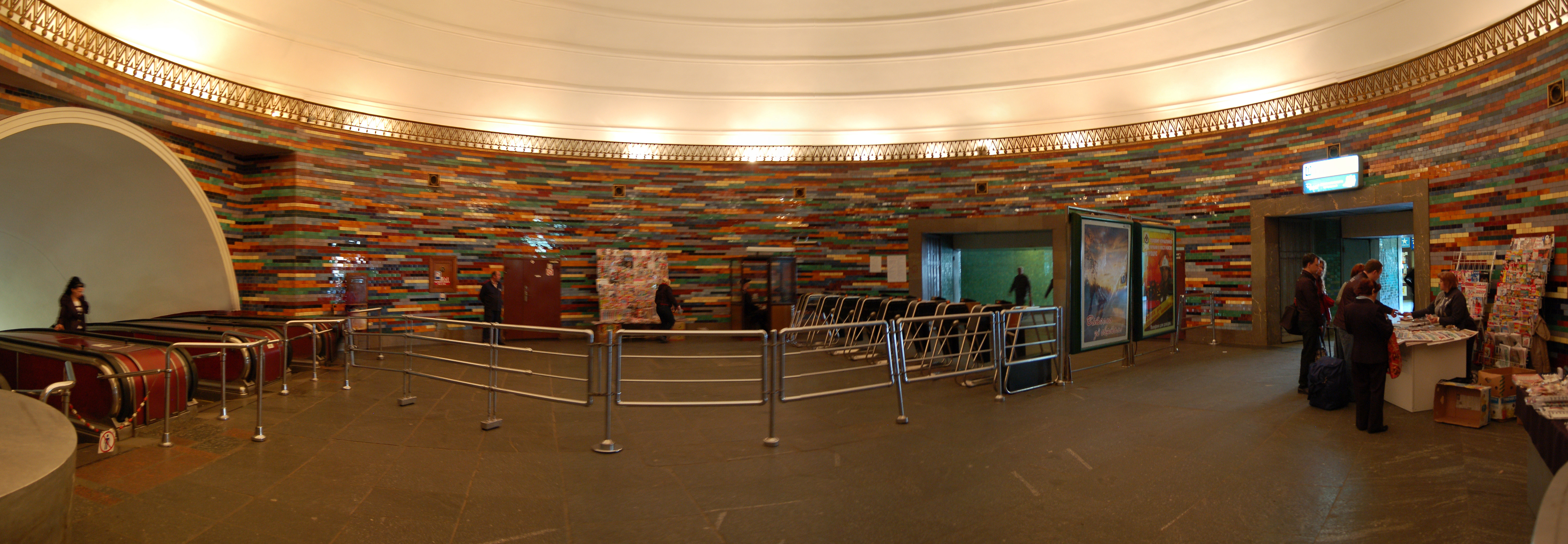
Интерьер наземного вестибюля на ул. Крещатик
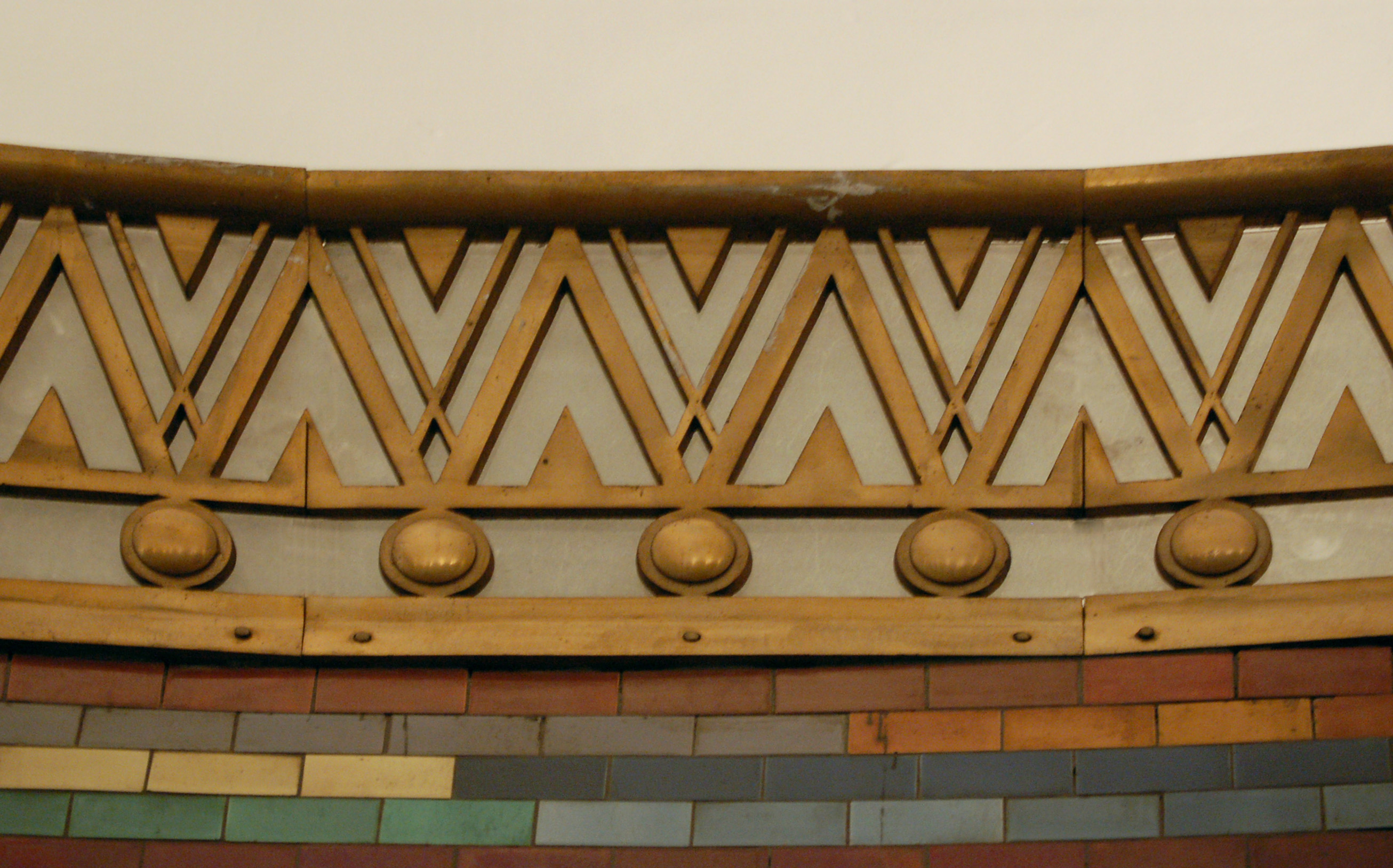
Карниз в наземном вестибюле на ул. Крещатик
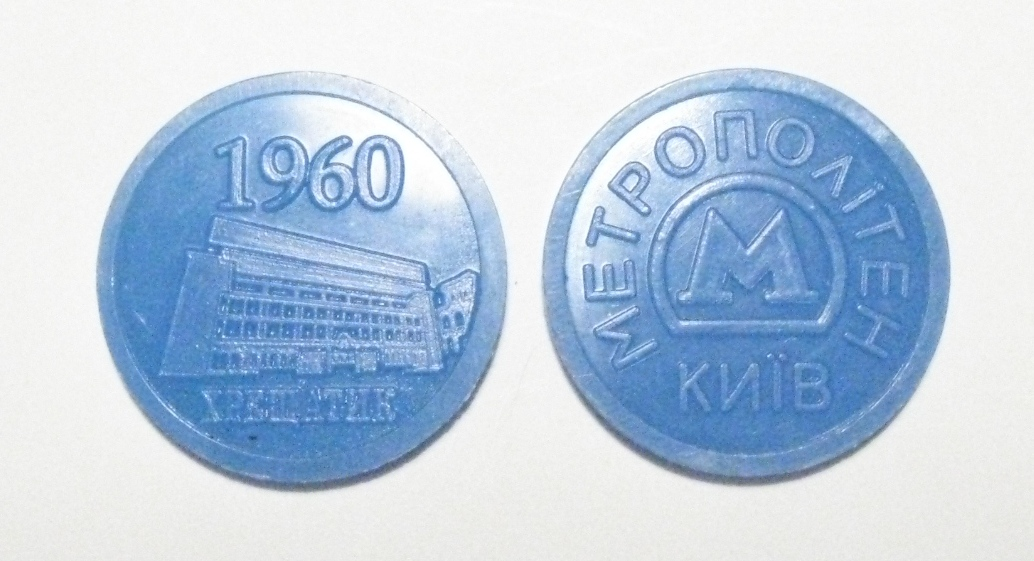
Юбилейный жетон с изображением вестибюля станции метро «Крещатик», изготовленный ко дню 50-летия метрополитена

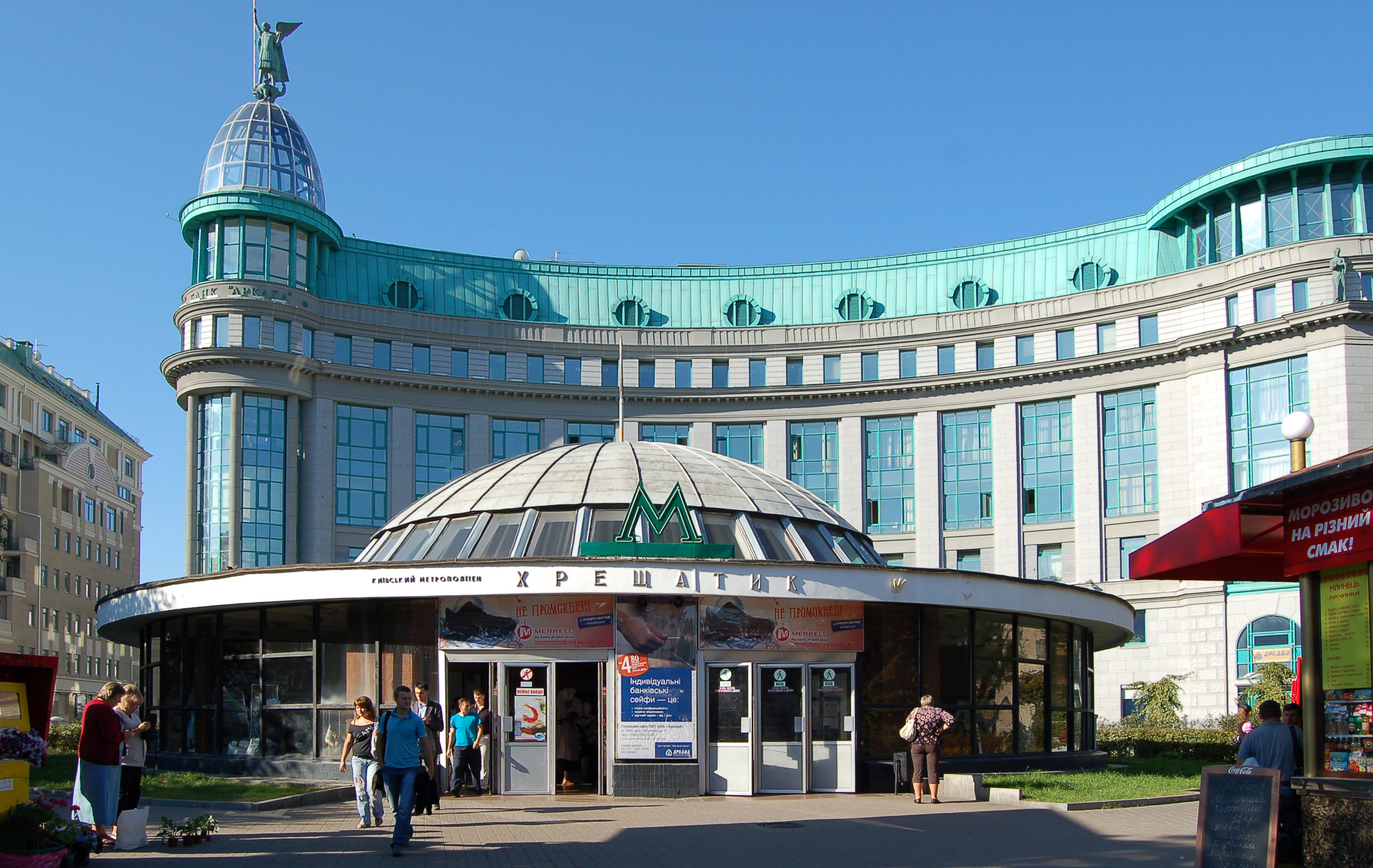
Наземный вестибюль на Институтской улице
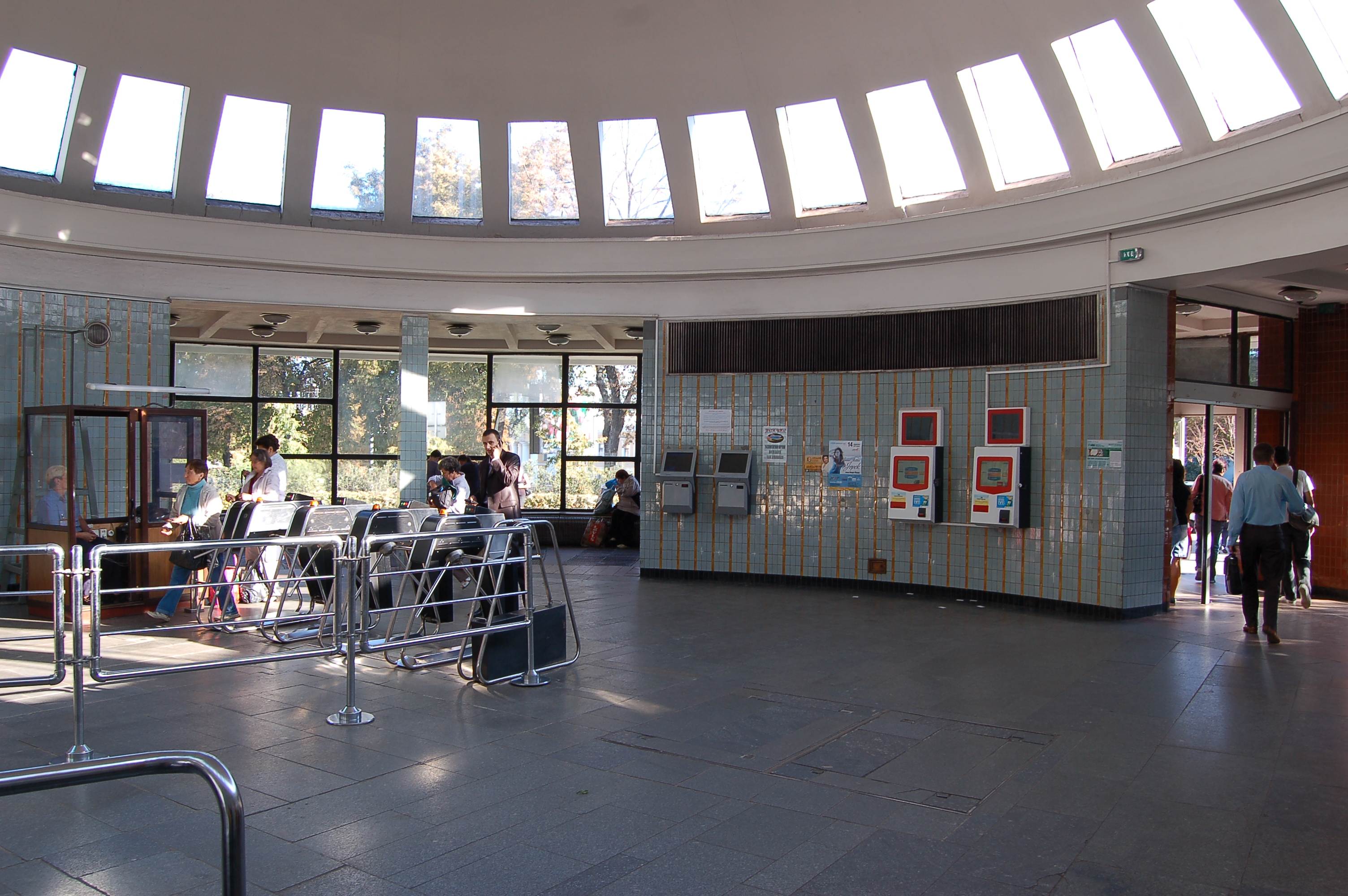
Интерьер вестибюля на Институтской улице
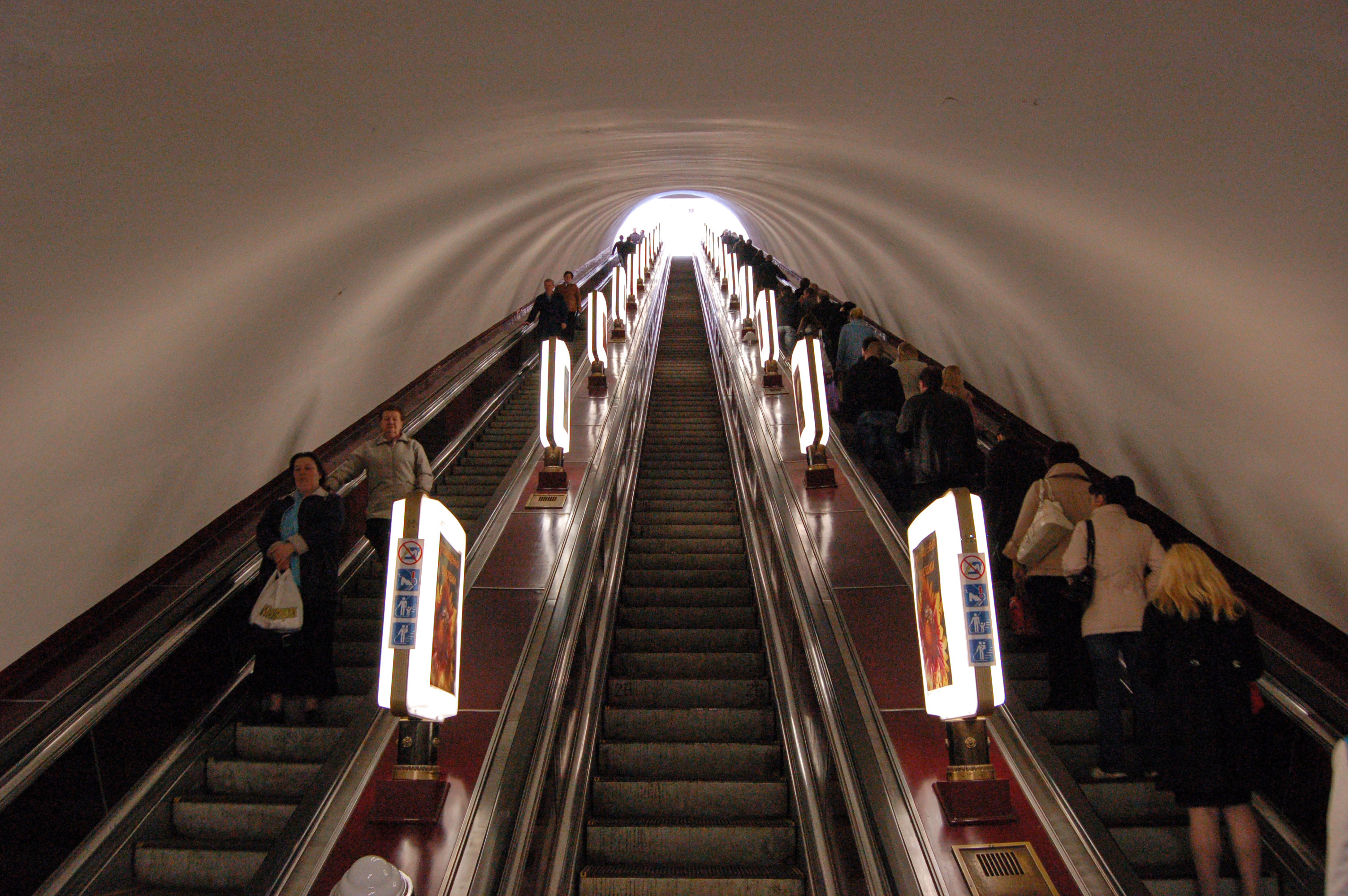
Верхний эскалаторный наклон, выход на Институтскую улицу
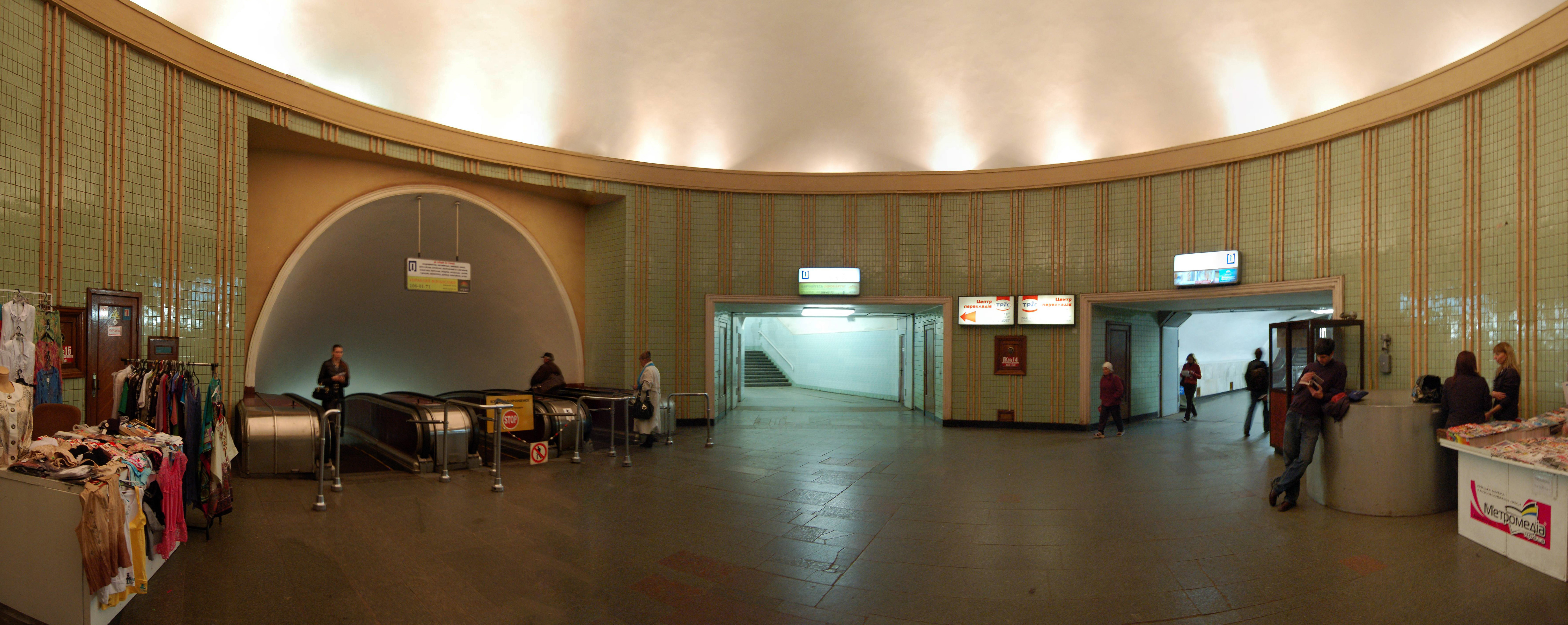
Интерьер промежуточного вестибюля восточного эскалаторного наклона
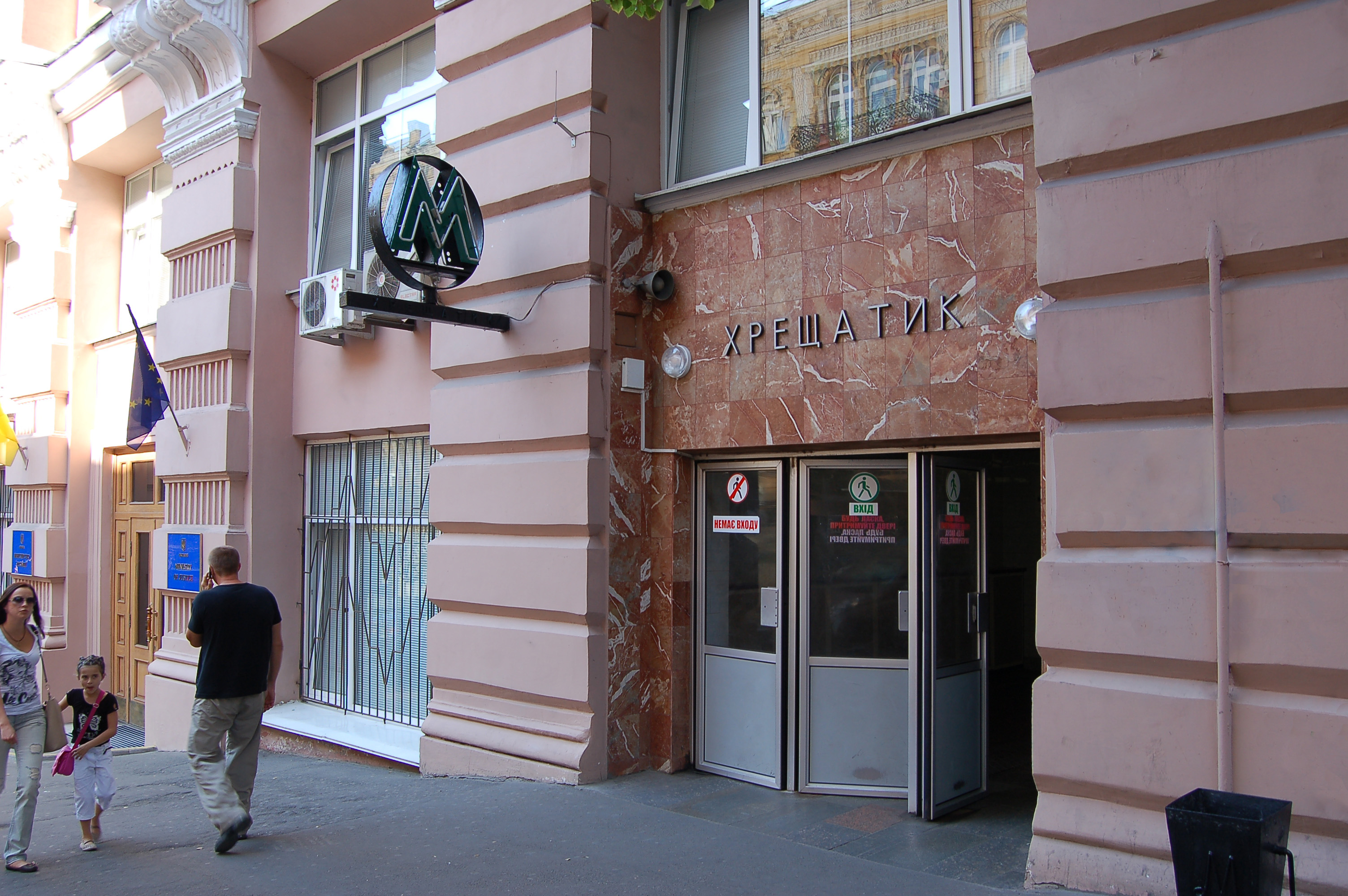
Вход на улице Архитектора Городецкого
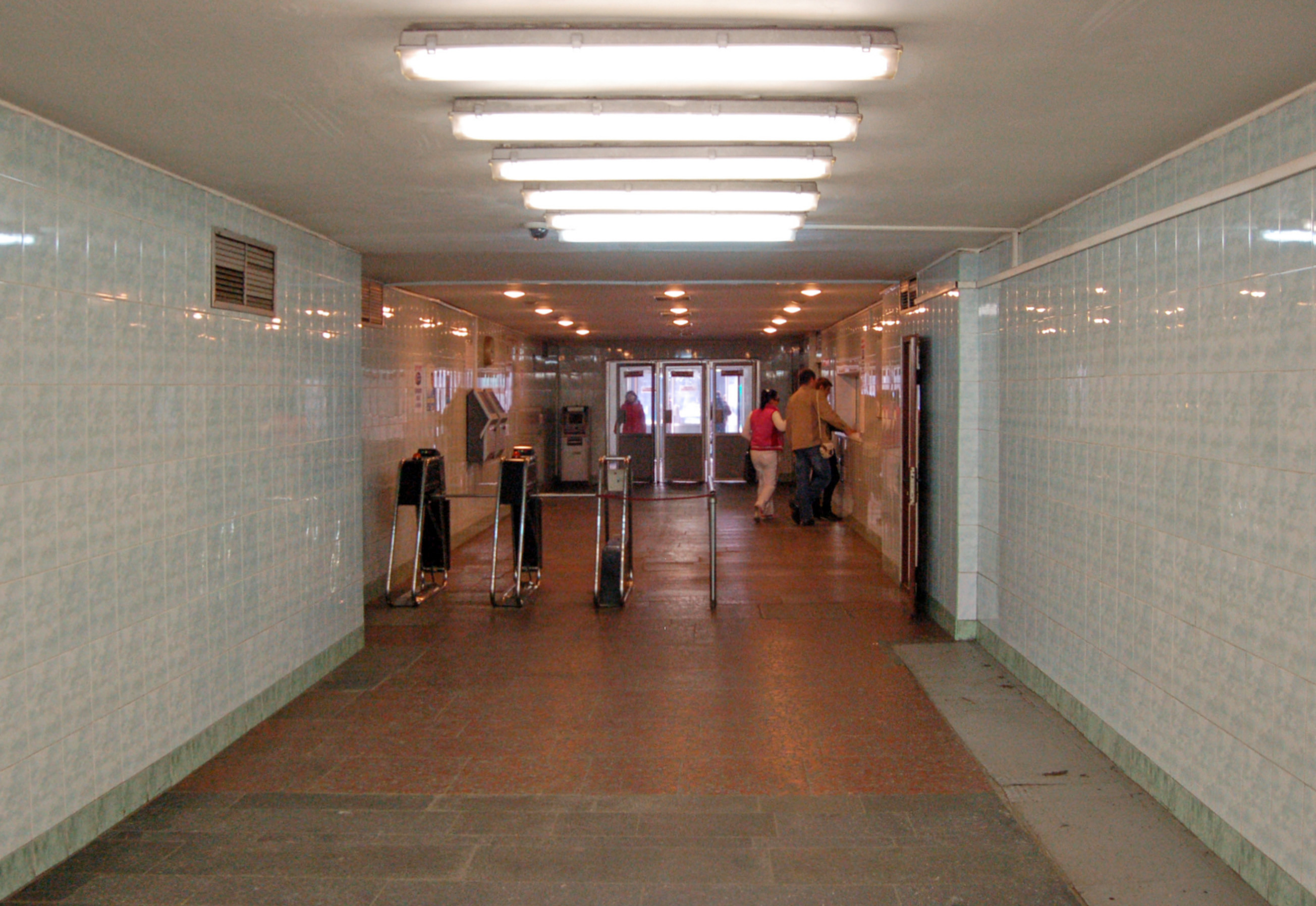
Интерьер вестибюля на улице Архитектора Городецкого

Пересадочный узел № 1
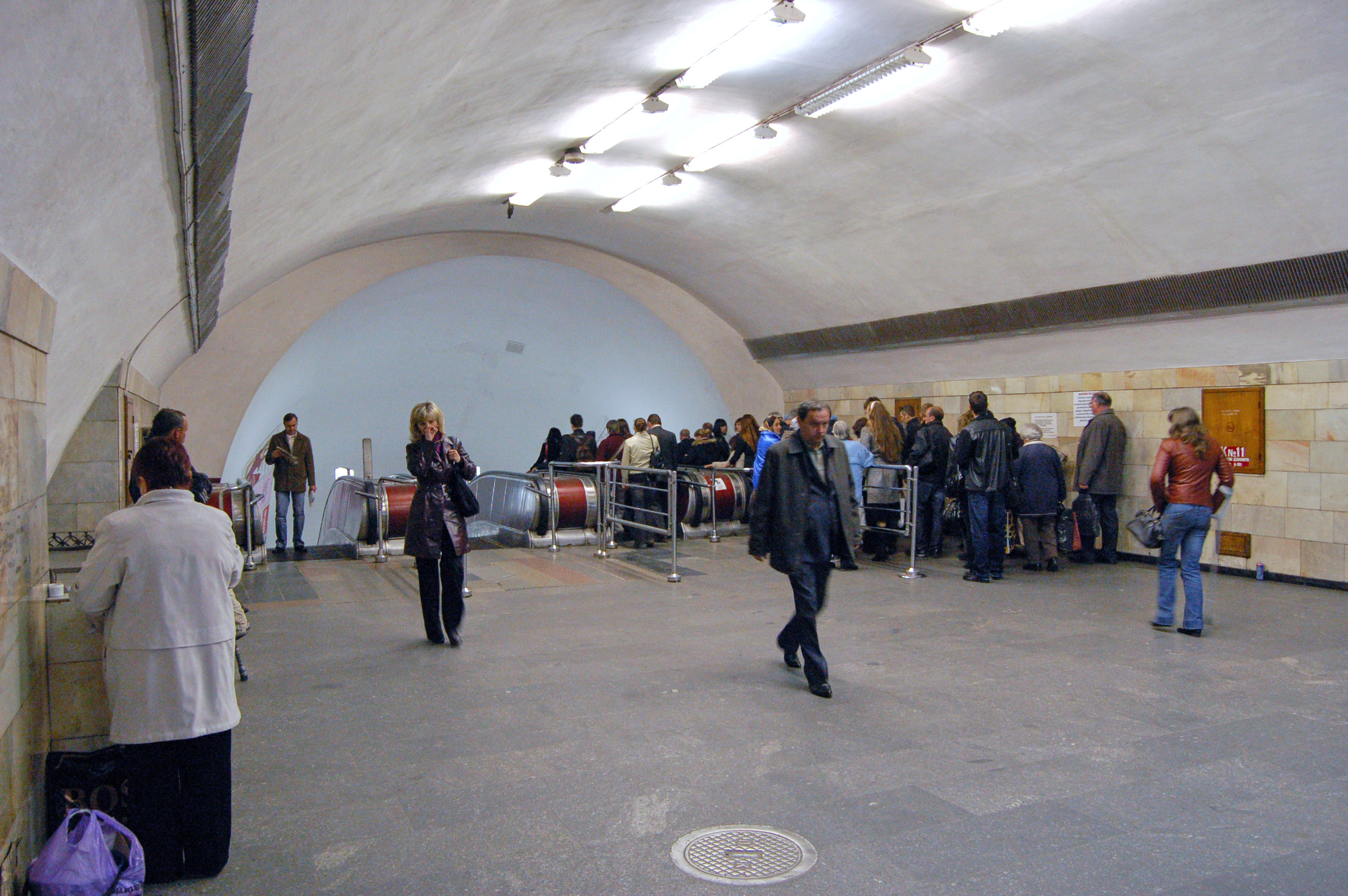
Аванзал около эскалаторов
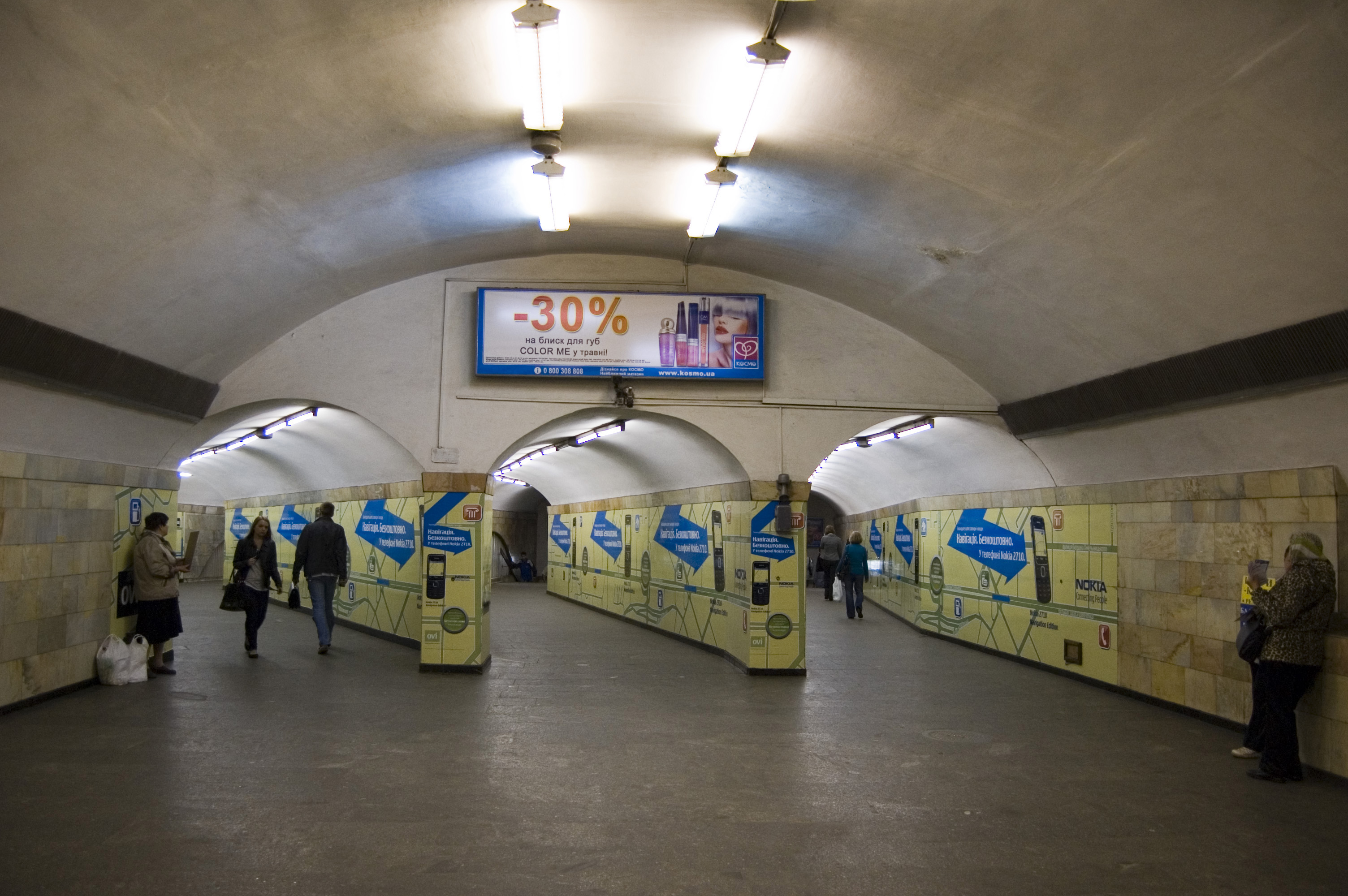
Аванзал около эскалаторов, вид в сторону «Крещатика»

Пересадочный узел № 2 (пешеходный)
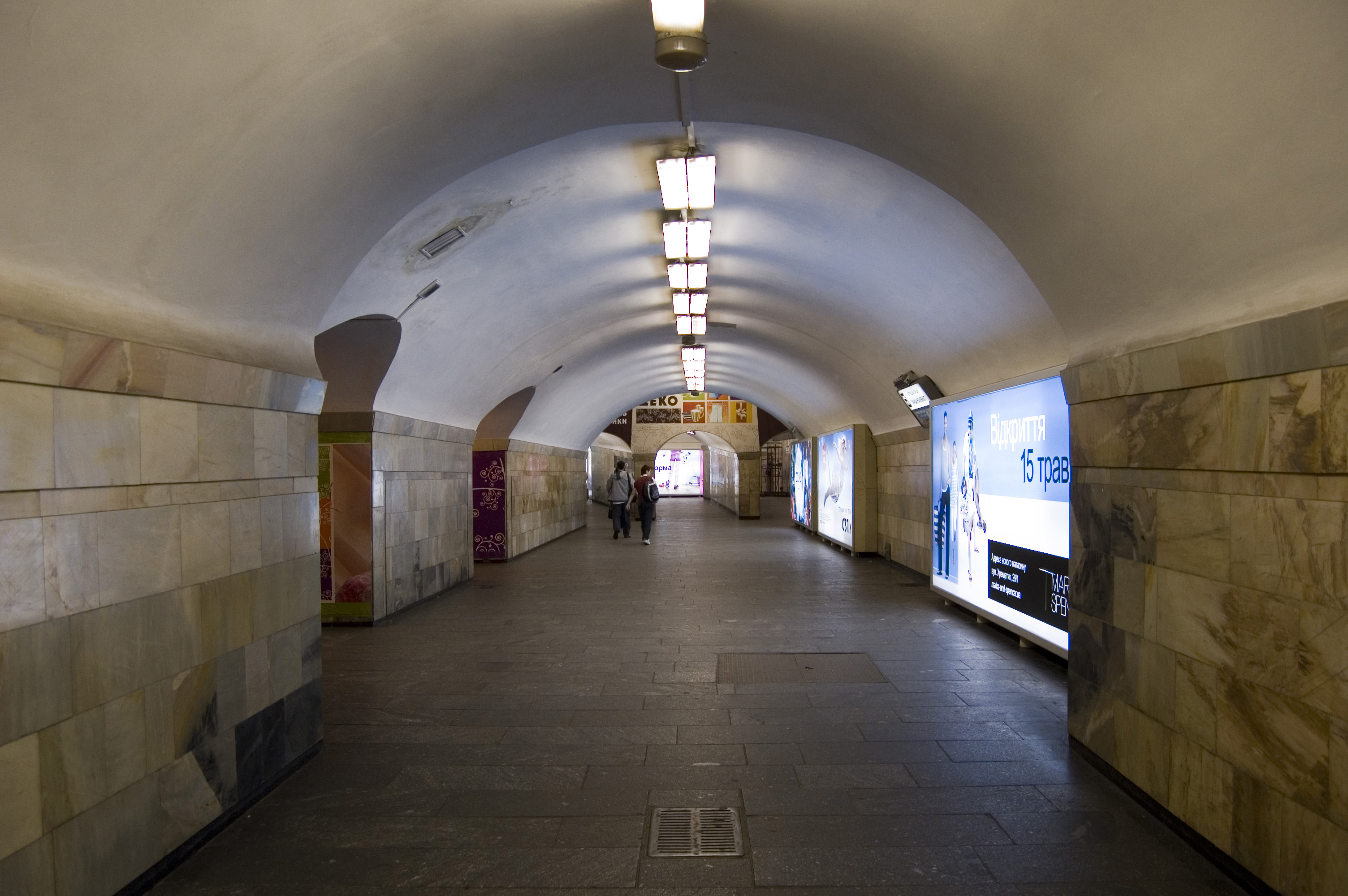
Аванзал возле станции «Крещатик»
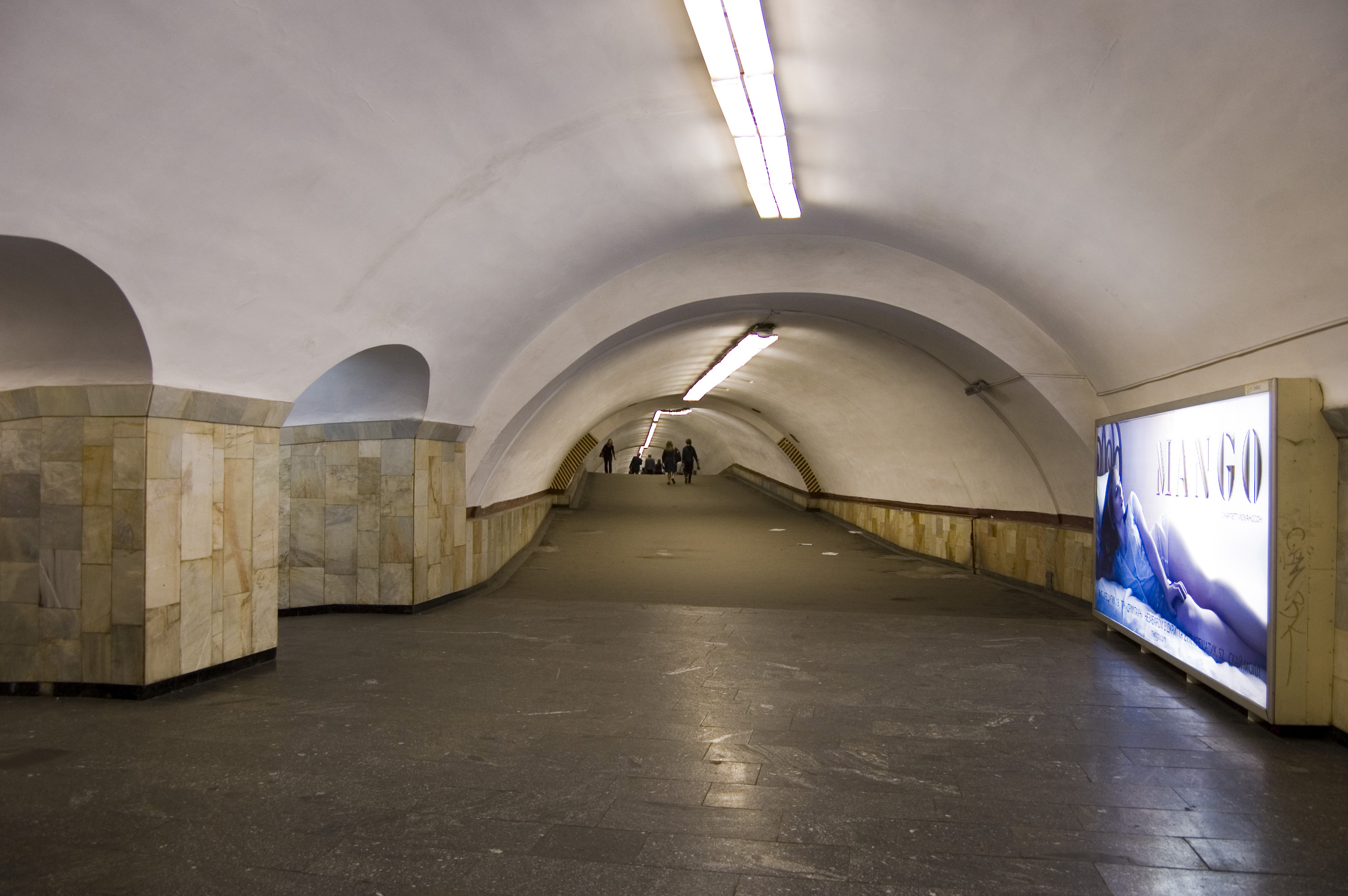
Аванзал промежуточный
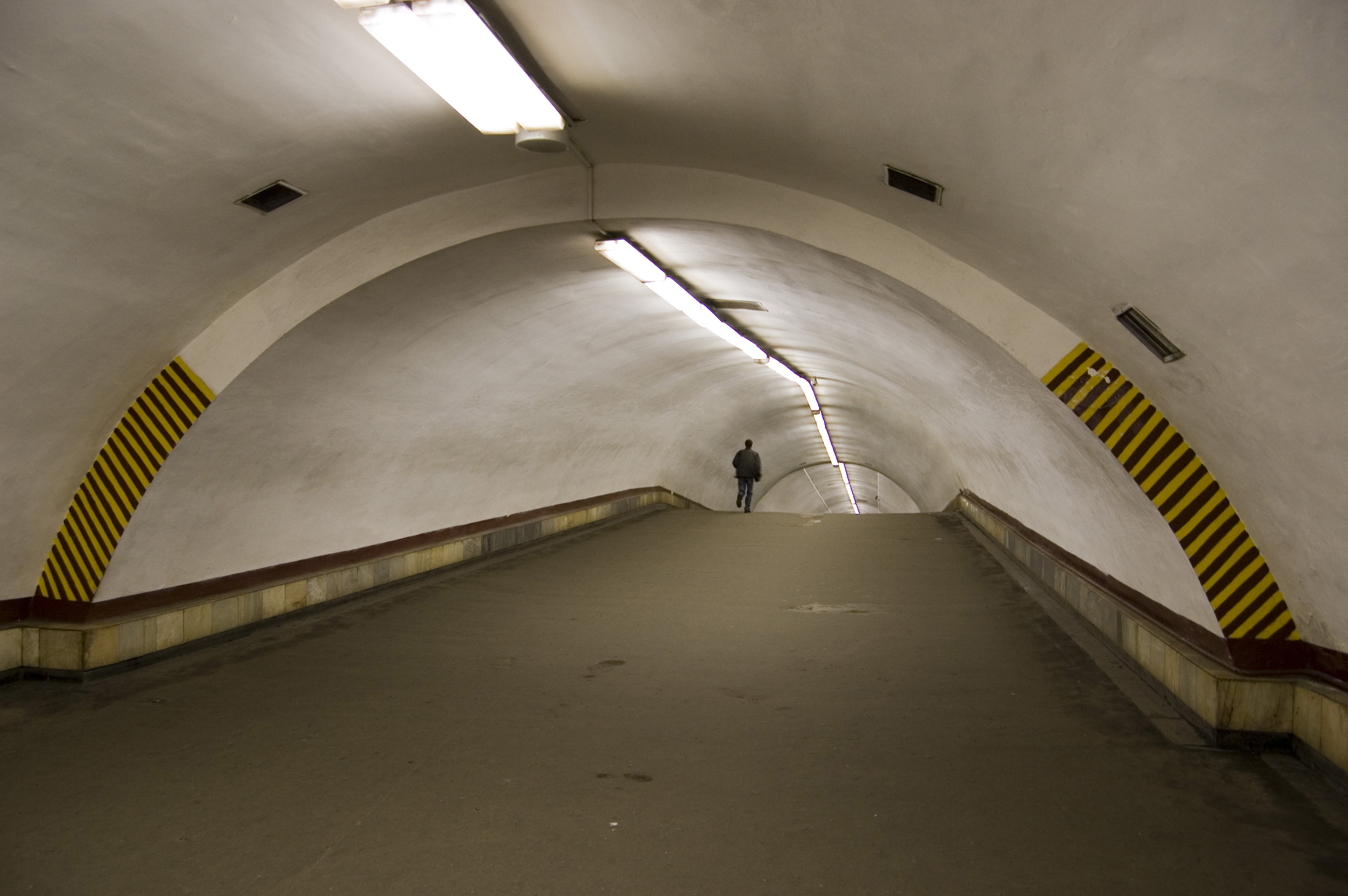
Пешеходный тоннель
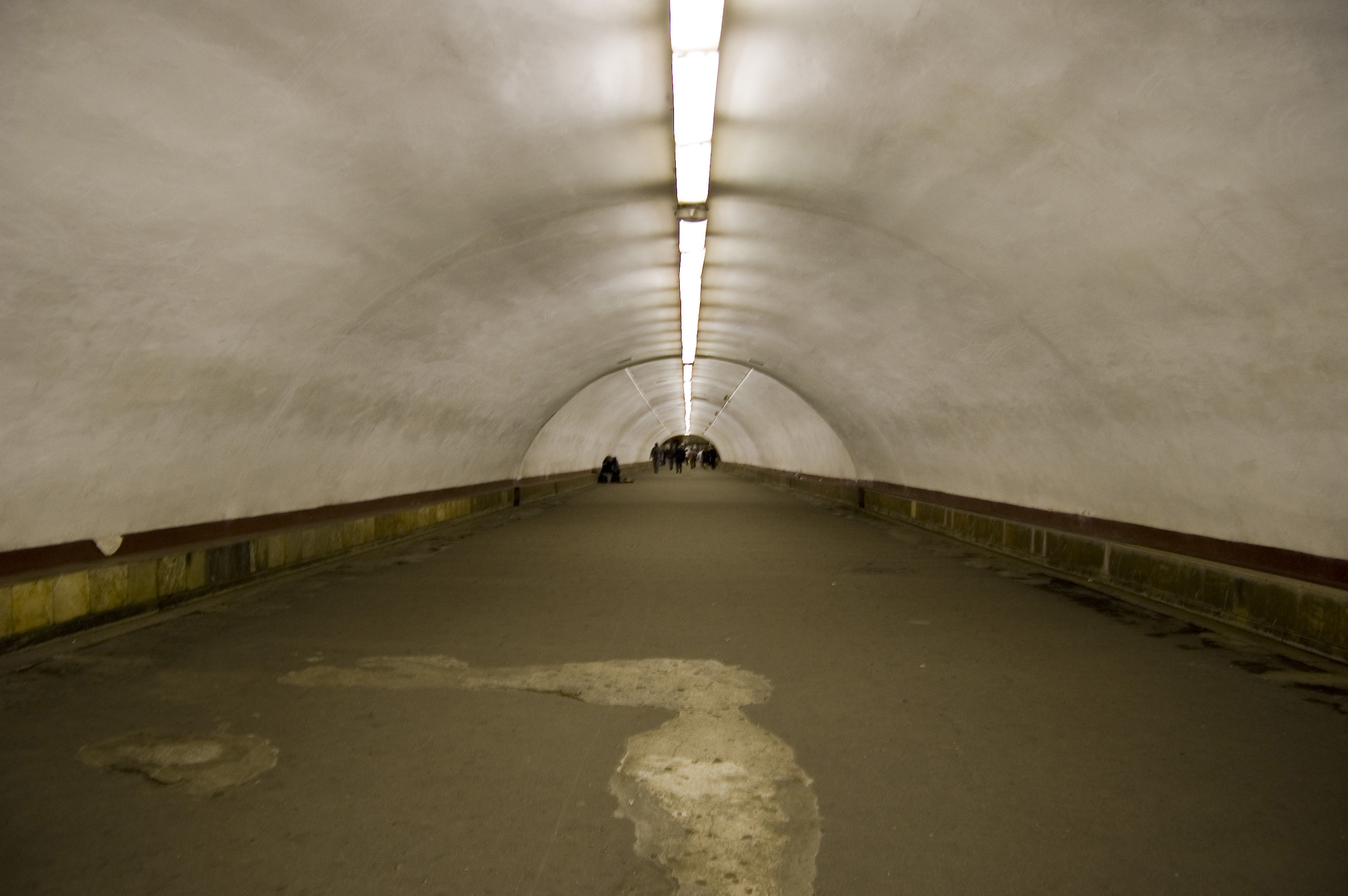
Пешеходный тоннель
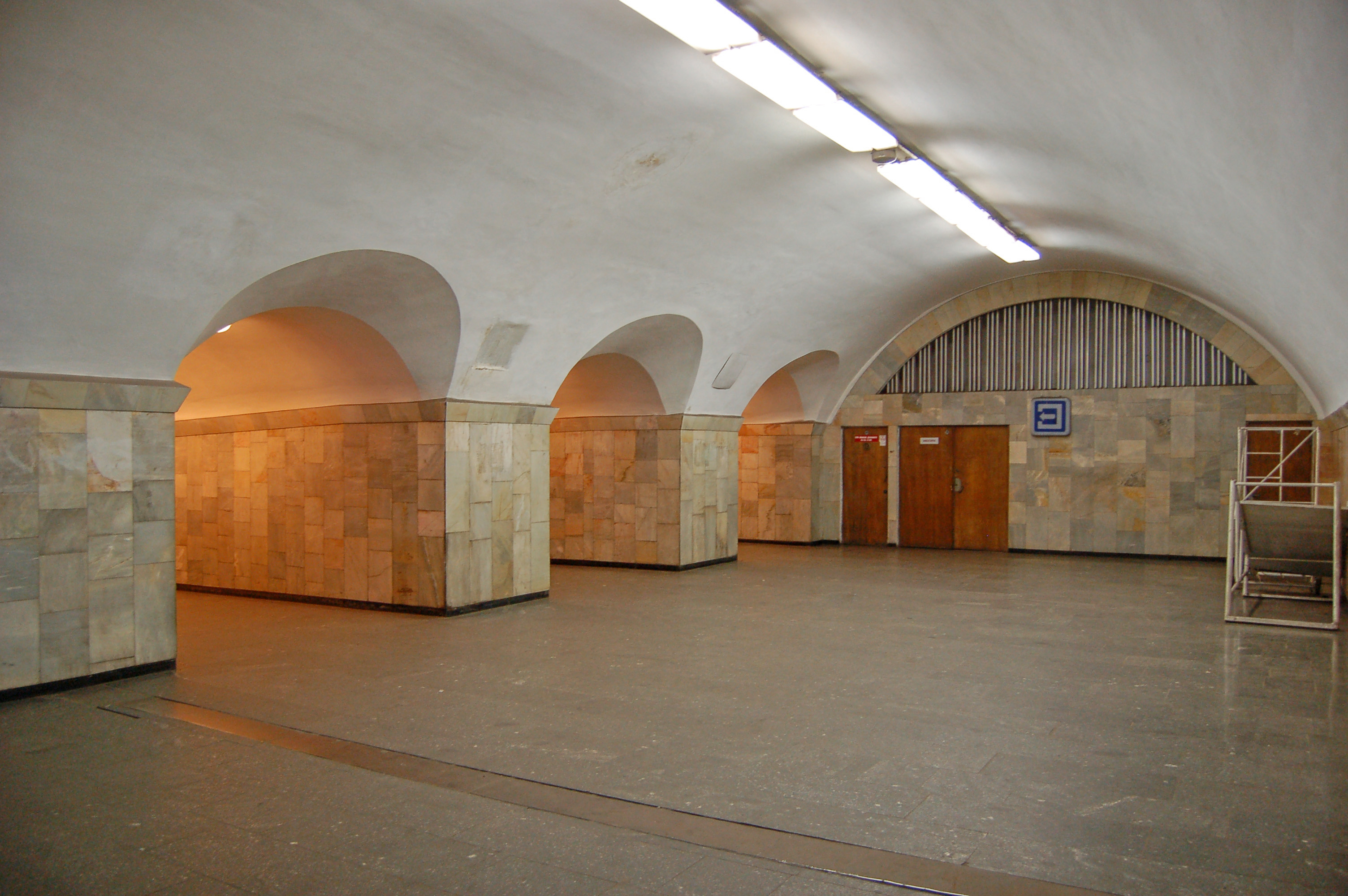
Аванзал возле станции «Площадь Независимости»